# 지상만가
"지상만가"는 1997년에 개봉한 대한민국의 영화이다.

## 캐스팅
- 신현준: 광수 역
- 이병헌: 종만 역
- 정선경: 세희 역
- 최학락: 장현 역
- 박동현: 수빈 역
- 김여경: 수영 역
- 김세윤: 지혜 역
- 김일우: 호프집 주인 역
- 한성식: 비디오가게 주인 역
- 송호섭: 광석 역
- 곽만용: 광수 부 역
- 김유성: 광수 모 역
- 이회연: 광수 부 정부 역
- 김동찬: 어린광석 역
- 류세호: 어린광수 역
- 김상환: 피아노교습소 선생 역
- 최홍일: 악기점 주인 역
- 남명렬: 감독 역
- 김철홍: 조감독 역
- 이범수: 호프집 종업원 1 역
- 표상용: 호프집 종업원 2 역
- 박재현: 호프집 종업원 3 역
- 김은실: 호프집 종업원 4 역
- 박봉미: 데미무어 역
- 전기광: 형사 1 역
- 유인상: 형사 2 역
- 김윤중: 의사 역
- 박지영: 간호사 1 역
- 정지연: 간호사 2 역
- 서광재: PD 1 역
- 전훈: PD 2 역
- 홍석연: 조근식 역
- 덴 에디트: 영어학원 교사 역
- 김수현: 라디오 아나운서 역
- 이은미: FM DJ 역
- 구경은: 악기연주자 역
- 박미희: 악기연주자 역
- 박미경: 악기연주자 역
- 김효경: 악기연주자 역
- 박필남: 악기연주자 역
- 이지은: 악기연주자 역
- 주리혜 (우정출연)